# Aktivita (chemie)
Chemická aktivita je veličina, která popisuje míru interakce molekul reálného plynu nebo roztoku s okolím.
Matematicky je popsána jako součin molárního zlomku a aktivitního koeficientu {\displaystyle a_{i}=\phi _{i}\ x_{i}}, kde Φi je aktivitní koeficient a xi je molární zlomek. Aktivitní koeficient iontu v roztoku lze odhadnout pomocí Debye-Hückelovy rovnice, Daviesovy rovnice nebo Pitzerovy rovnice. Aktivita iontu závisí na okolí a je dána jak kovalentními, tak elektrostatickými interakcemi. Reaktivita iontu obklopeného molekulami vody bude jiná než iontu obklopeného ionty s opačným nábojem.
Aktivita by měla být správně používána místo koncentrace v chemických výpočtech, např. při výpočtu reakční rychlosti, rovnovážné konstanty, atd.
Velký rozdíl mezi koncentrací a aktivitou lze pozorovat u koncentrovaných roztoků slabých kyselin a hydroxidů. Naměřené pH roztoku slabé kyseliny je vyšší než by odpovídalo dané koncentraci.